# هولتسهاو
هولتسهاو (به آلمانی: Holzhau) یک منطقهٔ مسکونی در آلمان است که در راشنبرگ-بیننموهله واقع شده‌است.